# Toxorhina pulvinaria
Toxorhina pulvinaria är en tvåvingeart som beskrevs av Alexander 1950. Toxorhina pulvinaria ingår i släktet Toxorhina och familjen småharkrankar. Inga underarter finns listade i Catalogue of Life.